# パルパ郡
パルパ郡(パルパぐん、ネパール語：पाल्पा जिल्ला)は、ネパールのルンビニ州の郡。
郡都はタンセン。
2021年国勢調査の人口は24万2423人。
面積は1373km²。
かつては二四諸国のパルパ・セーナ王国が栄えた。